# مظاهرات واحتجاجات دولية متعلقة بالحرب الأهلية السورية
هذه قائمة بالمظاهرات والاحتجاجات الدولية المتعلقة بالحرب الأهلية السورية والتي حصلت خارج سوريا خلال الحرب.

## 2011

### آذار/مارس
- كندا: في 30 مارس خرج بعض المتظاهرين لدعم الحكومة السورية ضد المتظاهرين المعارضين للحكومة في وسط مدينة مونتريال.[1]

### نيسان/أبريل

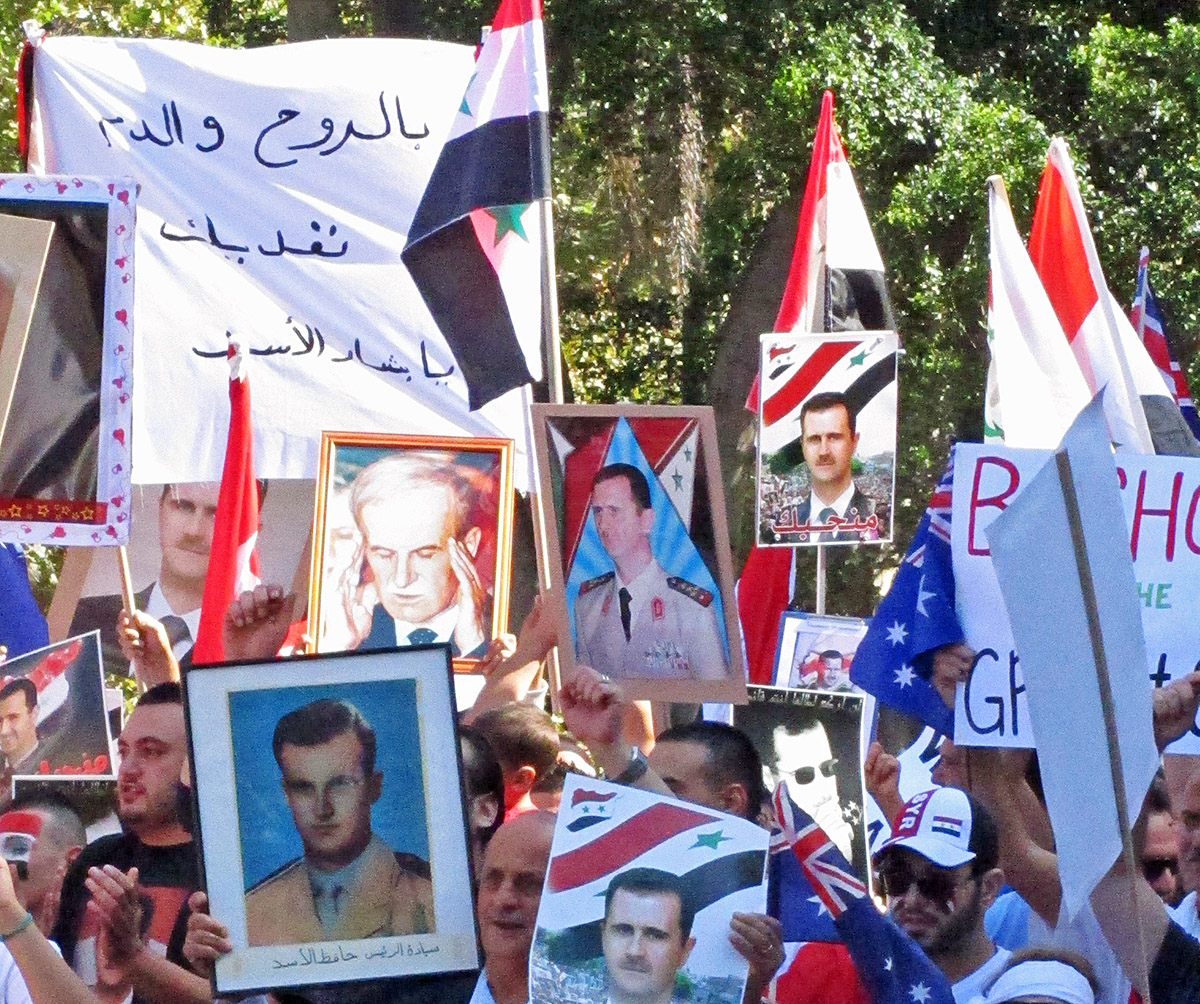
المئات من المتظاهرين في سيدني لدعم الحكومة السورية شهر نيسان/أبريل من عام 2011

- أستراليا: خرجَ بعض المتظاهرون في 3 نيسان/أبريل في سيدني وملبورن من أجل دعم بشار الأسد في مواجهة الثوار والمعارضين.[2]

### حزيران/يونيو
- 11 يونيو:
  - كندا: خرج حوالي 300 متظاهر في وسط شوارع مدينة مونتريال لمطالبة بالتنحي عن كرسيّ الرئاسة.[3]
  - المملكة المتحدة: تجمّع أكثر من 100 متظاهر في لندن خارج السفارة السورية للمطالبة بإسقاط نظام الأسد.[4] وقد تعرض في وقت لاحق بعض المتظاهرين وأسرهم في سوريا للترهيب من قبل السلطات السورية بسبب تلك المشاركة.[5]
- المملكة المتحدة: خرجَ في 28 حزيران/يونيو في لندن حوالي 30 سوريَا في داوننغ ستريت للمطالبة بنحقيق مطالب الشعب في سوريا.[6]

### تشرين الأول/أكتوبر
- المملكة المتحدة: نسّقت منظمة العفو الدولية في 4 تشرين الأول/أكتوبر مظاهرة للتديد بسياسات النظام السوري في حربه ضد الشعب الأعزل، كما تجمّع حوالي 40 سوري من جميع أنحاء المملكة المتحدة ورفعوا لافتات أمام السفارة السورية.[7]
- المملكة المتحدة: احتشد المئات في 29 أكتوبر/تشرين الأول خارج السفارة وهم يهتفون «حر، حر، حرية... سوريا الحرية!» كما انتشروا في شوارع العاصمة ووزعوا اللافتات. خرج بعد ذلك مباشر عدد صغير من الداعمين السوريين لبشار وطالبوا بدعم الأسد في حربه على الإرهاب. جاءت الاحتجاج المعارضة بعد يوم من تقارير أكّدت على أنّ قوات الأمن قد قتلت نحو 40 شخصا في سوريا.[8]
- 30 تشرين الأول/أكتوبر
  - كندا: خرج 100 شخص خلال مسيرة وسط مدينة مونتريال تضامنا مع المتظاهرين في سوريا.[9]

### كانون الأول/ديسمبر
- المملكة المتحدة: احتجّ 50 سوري يوم 20 كانون الأول/ديسمبر في لندن خارج السفارة.[10]

## 2012

### شباط/فبراير
- 4 شباط/فبراير

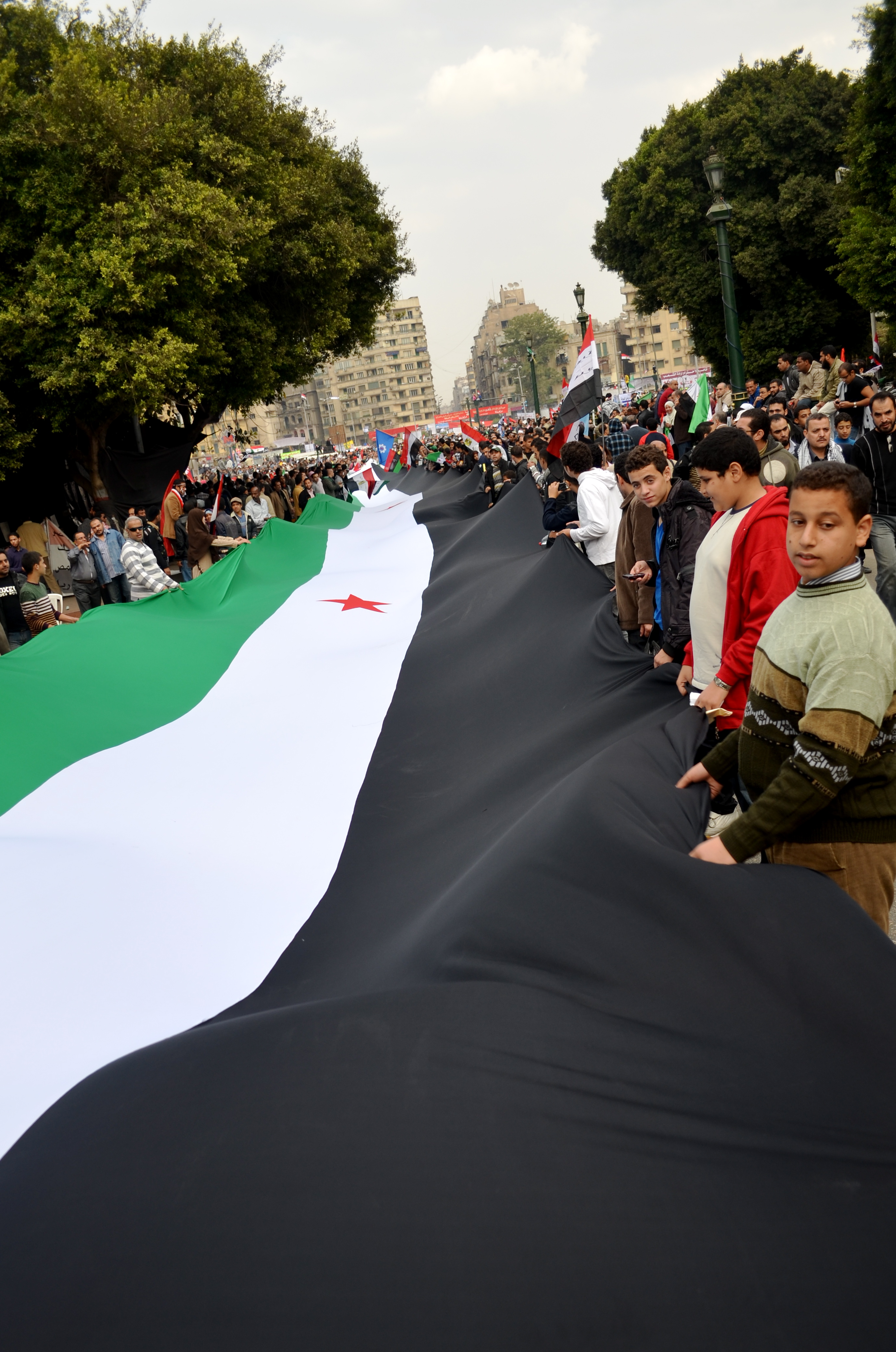
مظاهرة في القاهرة تضامنا مع المتظاهرين في سوريا يوم الرابع من شباط/فبراير عام 2012

  - مصر: تجمّع حوالي 50 شخصًا في القاهرة للتظاهر أمام السفارة السورية والتنديد بسياسات النظام في سوريا.
  - ألمانيا: تجمّع حوالي 20 شخصا في برلين وحاولوا تخريب مكاتب داخل السفارة السورية.
  - المملكة المتحدة: تجمّع 150 شخصا في لندن خارج السفارة السورية في الثانية صباحا وذلك بعد تقارير أكدت مقتل أكثر من 200 شخص على أيدِ القوات الحكومية في حمص.[11] كما اشتبك في وقت لاحق من اليوم حوالي 300 شخص مع الشرطة خارج السفارة.[12]
- أستراليا: تجمّعَ المتظاهرون في 5 شباط/فبراير قرب سفارة سوريا في كانبيرا ثم نُظمت مظاهرة أخرى حضرها حوالي 100 شخص في سيدني وبالتحديد في هايد بارك لإدانة تصرفات روسيا والصين التي استعملتا حق النقض ضد قرار الأمم المتحدة الذي يدين العنف في سوريا.[13]
- إسبانيا: تجمّع 50 شخصًا في 11 شباط/فبراير في برشلونة للتنديد بسياسات النظام وروسيا وما فعلاه في حقّ الشعب السوري.[14]
- الولايات المتحدة: تجمّع حوالي 150 شخص في 17 شباط/فبراير في نيو هيفن بكونيتيكت للاحتجاج ضد الحكومة السورية.[15]
- المملكة المتحدة: تظاهر الآلاف في 18 شباط/فبراير في لندن وذلك خلال مظاهرة دعا لها حزب التحرير. تميَزت التظاهرة برفع لافتات كُتب عليها: «بشار الأسد قاتل المسلمين».[16]

### آذار/مارس
- العراق: تظاهر 4,000 شخص من سُنّة ضد الرئيس بشار الأسد وهتفوا بشعارات تصفه «بالجبان» و«عدو الله».[17]

### حزيران/يونيو
- تيرانا، ألبانيا: تجمّع المئات من شباب ألبانيا في 8 حزيران/يونيو في ميدان سكاندربغ ضد العنف الذي يمارسه الجيش السوري في حقّ الشعب.[18]

## 2013

### آب/أغسطس
- المملكة المتحدة: تجمّع عدة مئات في 28 آب/أغسطس بدءا من المراهقين وكبار السن ثم احتجوا في لندن ضد التدخل العسكري البريطاني في سوريا وذكروا بما حصل في حرب العراق. رفع المتظاهرين لافتات تحمل شعارات مثل «ارفعوا أيديكم عن سورية» و«امنعوا الحرب وليس الرفاهية».[19]
- 31 آب/أغسطس:
  - اليابان، باكستان، كندا: تجمّع المتظاهرون في الشوارع الرئيسية مطالبين الولايات المتحدة الأمريكية بعدم قصف سوريا أو التدخل فيها.[20]

### أيلول/سبتمبر
- 1 أيلول / سبتمبر
  - الولايات المتحدة الأمريكية: تجمع المتظاهرين في عدة مدن أمريكية ونددوا بما يقوم به بشار من قتل لشعبه مستعملا في ذلك كل وسائل التصفية من براميل متفجرة وغازات سامة ودبابات عسكرية وهلمّ جرا.[21]
  - المملكة المتحدة: تظاهر آلاف الأشخاص في وسط لندن ضد الضربات الأمريكية على سوريا.[22]
  - فرنسا: سارَ المتظاهرون في شوارع باريس لإدانة الرئيس الأمريكي باراك أوباما والرئيس الفرنسي فرانسوا هولاند وحثهم على ضرب النظام في سوريا.